# حكومة الحسن الثاني الثانية
حكومة الحسن الثاني الثانية هي الحكومة السابعة للمملكة المغربية منذ استقلالها عام 1955. تشكلت يوم 2 يونيو 1961 وحُلت يوم 5 يناير 1963'''.'''

## 'التركيبة'
- رئيس المجلس: صاحب الجلالة الملك الحسن الثاني
- وزير الدولة المكلف بالشؤون الموريتانية والصحراء المغربية: فال ولد عمير
- وزير الدولة المكلف بالشؤون الإسلامية: علال الفاسي
- وزير الدولة: محمد بلحسن الوزاني
- وزير الدولة مكلف بالتربية الوطنية: محمد رشيد ملين
- وزير الدولة مكلف بالشؤون الإفريقية: عبد الكريم الخطيب
- وزير الداخلية والفلاحة: أحمد رضا كديرة
- وزير العدل: امحمد بوستة
- وزير الاقتصاد الوطني والمالية: محمد الدويري
- وزير الدفاع الوطني: محجوبي أحرضان
- وزير منتدب مكلف بالتشغيل والشؤون الاجتماعية: عبد القادر بنجلون
- وزير الأشغال العمومية: محمد بنهيمة
- وزير الإعلام والسياحة والفنون الجميلة: مولاي أحمد العلوي
- وزير التجارة والصناعة العصرية والمناجم والصناعة التقليدية والملاحة التجارية: أحمد الجندي
- وزير الصحة العمومية: يوسف بلعباس
- وزير البريد والمواصلات السلكية واللاسلكية: محمد بنعبد السلام الفاسي